# لاندريانو (بافيا)
لاندريانو (بالإيطالية: Landriano)‏ هي بلدة تقع في مقاطعة بافيا بإقليم لومبارديا في شمال إيطاليا. تبلغ مساحة هذه المدينة 15.5 (كم²)، وترتفع عن سطح البحر 88 م، بلغ عدد سكانها 6030 نسمة في عام 2010 حسب إحصاء المعهد الوطني للإحصاء.

## السكان
في سنة 1861 بلغ عدد السكان 2٬743 نسمة، وتطور العدد ليصل في سنة 2011 لـ 5٬917 نسمة.
يظهر هذا المخطط البياني تطور النمو السكاني لـ لاندريانو (بافيا)

## وصلات خارجية
- الموقع الرسمي